# Gru Kockums

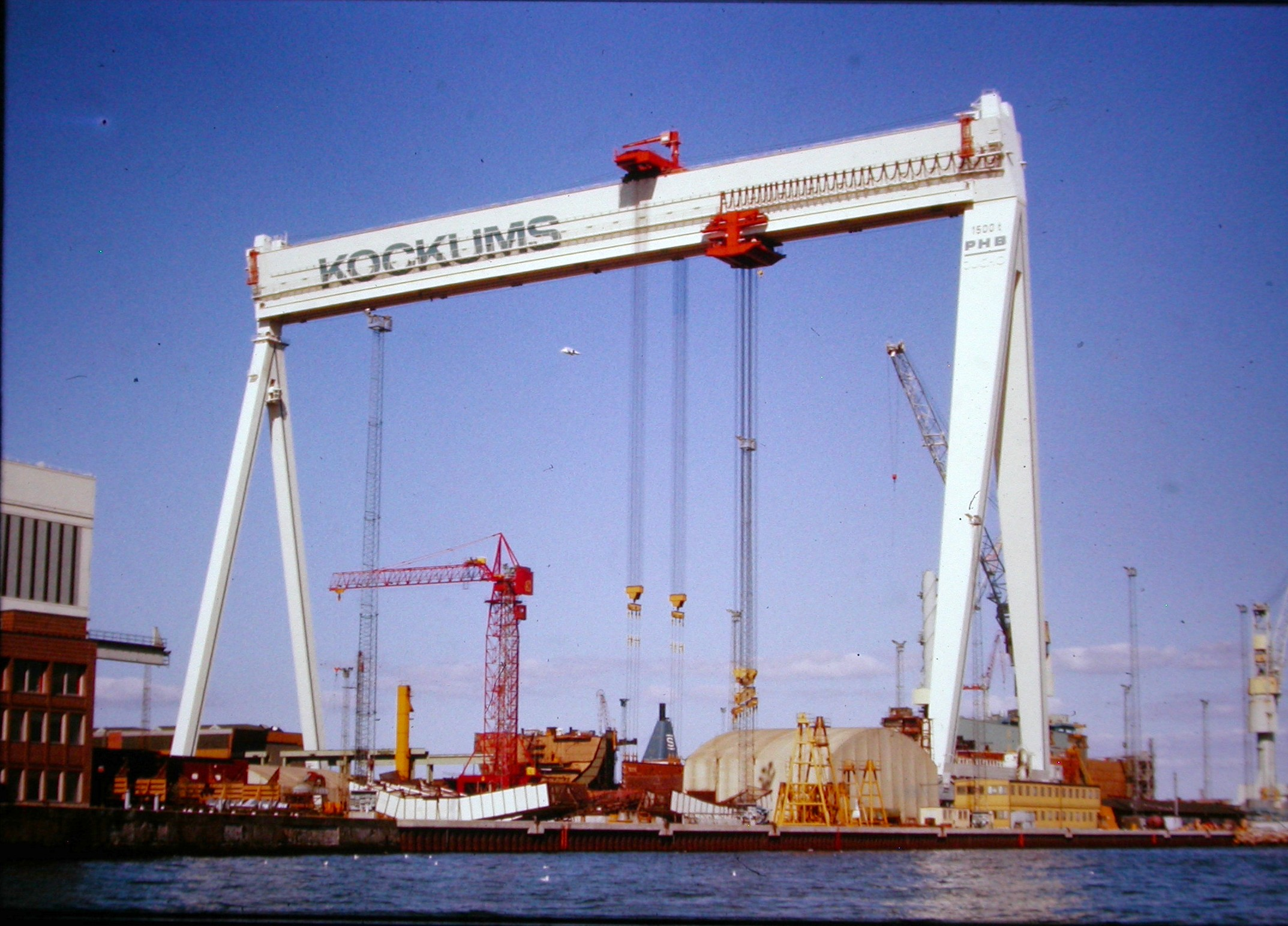
La gru Kockums nel febbraio 2002, pochi mesi prima del suo smantellamento

La gru Kockums (in lingua svedese: Kockumskranen) è stata la più grande gru del mondo, originariamente installata a Malmö, presso gli storici cantieri navali Kockums.
Dismessa nel 2000, è stata smontata e reinstallata in Corea del Sud nel 2002, presso i cantieri navali della Hyundai Heavy Industries di Ulsan.

## Storia
La Kockums fu fondata a Malmö nel 1820 dalla famiglia omonima e il suo crescente sviluppo ha portato a stringere accordi commerciali con la ThyssenKrupp Marine Systems e in seguito con la Saab AB.
Costruita a partire dal 1973 dai cantieri navali Kockums, la gru è stata completata nel 1974 e utilizzata per realizzare circa settantacinque imbarcazioni, tra navi e sommergibili, divenendo nel corso dei decenni il simbolo indiscusso della Malmö industriale.

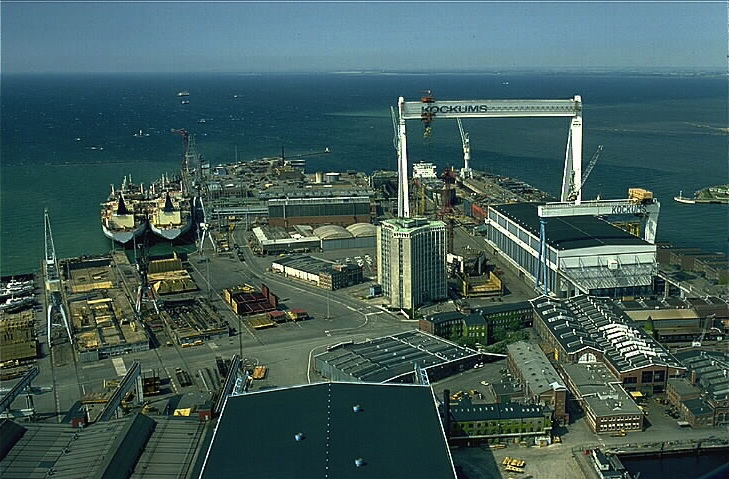
Una veduta aerea della gru Kockums e dei cantieri navali omonimi alla metà degli anni settanta del Novecento

A seguito della recessione economica che ha colpito la Svezia alla fine degli anni novanta del Novecento, la Kockums si trovò a ridurre gradualmente la propria capacità produttiva ipotizzando a più riprese la vendita parziale dei cantieri e della stessa gru, che fu successivamente venduta alla società danese Burmeister&Wain, produttrice di motori navali. Tuttavia questa società dichiarò fallimento nel 1992, prima che potesse rimuovere e trasferire la gru presso la propria sede.
La Kockums tentò dunque una ripresa stipulando un nuovo accordo industriale con la Saab AB ma senza ottenere i risultati sperati, pertanto le commesse continuarono a diminuire inesorabilmente, così come l'utilizzo stesso della gru.
Malgrado ciò nel 1997 la grande gru Kockums venne ancora impiegata dal cantiere del nascente Ponte di Øresund, che dal 2000 collega la Svezia alla vicina Danimarca, poiché fu strategicamente utile per sollevare, movimentare e caricare sulle chiatte i blocchi di fondazione dei suoi grandi pilastri.
Tuttavia nel 2000 la Saab AB decise di chiudere definitivamente i cantieri navali Kockums di Malmö e vendette la gru per la cifra simbolica di 1$ alla coreana Hyundai Heavy Industries.
Questa decisione ha messo seriamente in discussione il futuro occupazionale della città svedese ma ha innescato parimenti un suo profondo processo di trasformazione, che ha visto la rivalutazione delle vaste quanto obsolete aree industriali dismesse e la rinascita del quartiere Värsa Hamnen.
La gru è stata smantellata nell'estate del 2002 dalla Hyundai Heavy Industries, che si è occupata del suo smontaggio e del trasferimento via mare, per installarla nei propri cantieri navali di Ulsan con il nome di 말뫼의 눈물 (Lacrime di Malmö).

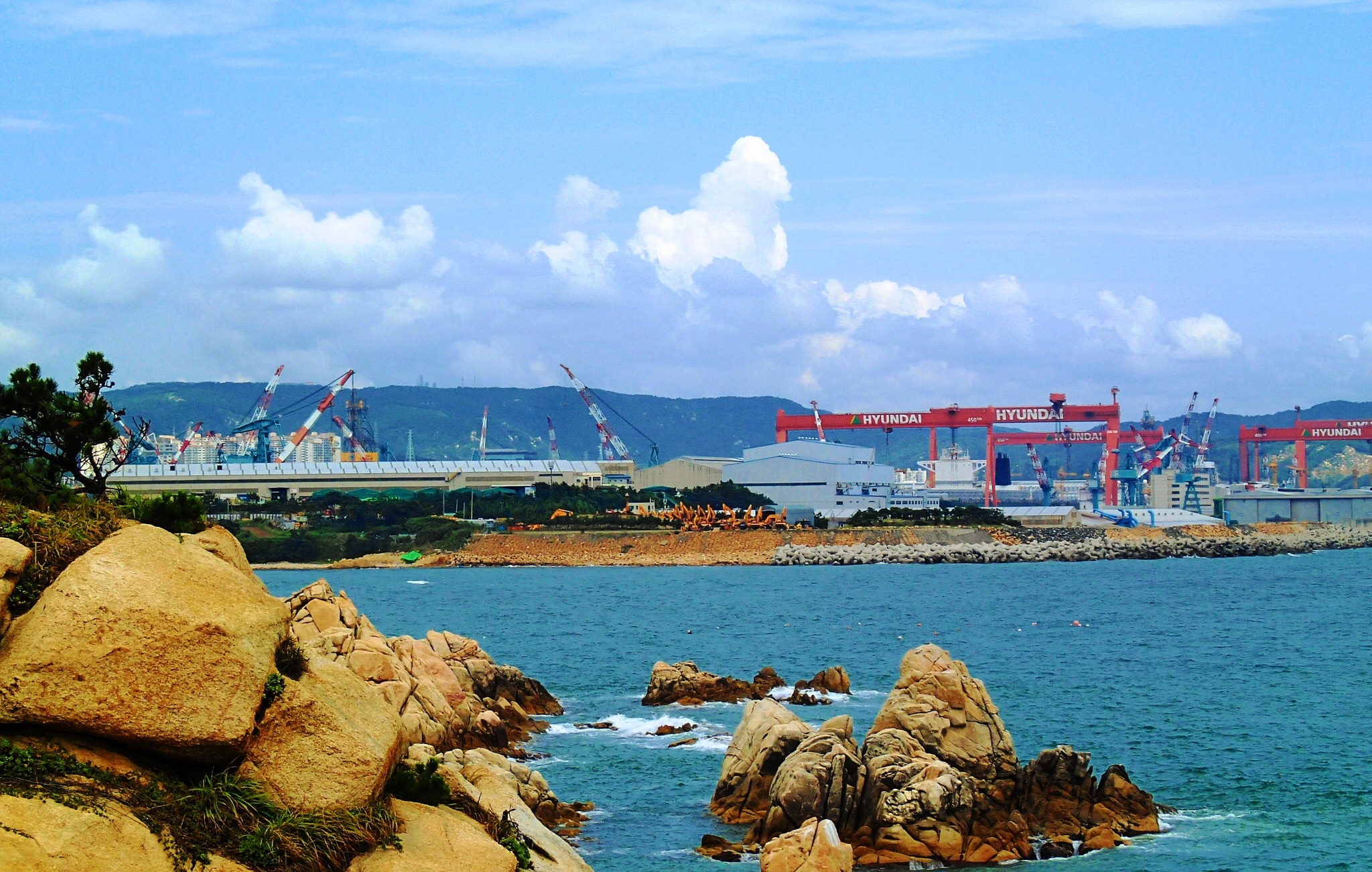
Una veduta del cantiere navale della Hyundai Heavy Industries di Ulsan; la gru Lacrime di Malmö è la seconda da sinistra

## Descrizione
Con i suoi 174 metri d’altezza, la Kockums era originariamente la più alta gru a cavalletto del mondo e pertanto divenne per decenni il simbolo di Malmö.
La lunghezza della rotaia di ancoraggio era di 710 metri e aveva una capacità di carico di 1.500 tonnellate.
Una volta acquistata e rimontata nella sua nuova ubicazione di Ulsan dalla Hyundai Heavy Industries la gru ha mantenuto pressoché le stesse caratteristiche tecniche, ed è stata affiancata da una seconda analoga con una capacità di carico di 1.600 tonnellate. Essa è stata poi riverniciata di rosso, con il logo Hyundai in bianco come le altre ed è stata ribattezzata 말뫼의 눈물 (Lacrime di Malmö), poiché nei giorni in cui venne smontata e caricata sulla nave coreana che la imbarcò, molti svedesi della popolazione locale si commossero nel vederla andar via per sempre.

## Ubicazioni
- Ubicazione originaria a Malmö: 55.6144615°N 12.9896602°E (Kockumskranen)
- Nuova ubicazione a Ulsan: 35.4772042°N 129.4049405°E (Lacrime di Malmö)

## Le principali imbarcazioni costruite utilizzando la gru Kockums

### Navi
- MT Frans Suell
- MV Sovetskaya Latviya
- Visby
- Landsort
- Styrsö-class
- Piraya
- MS Celebration
- MS Jubilee
- Ms Wawel

### Sommergibili
- Näcken-class submarine
- Västergötland-class submarine
- Södermanland-class submarine
- Gotland-class submarine
- Collins-class submarines
- Archer-class submarine
- Sōryū-class submarine
- Blekinge-class submarine